# Paris Saint-Germain Football Club 2007-2008
Questa voce raccoglie le informazioni riguardanti il Paris Saint-Germain Football Club nelle competizioni ufficiali della stagione 2007-2008.

## Maglie e sponsor
Lo sponsor tecnico per la stagione 2007-2008 è Nike e quello ufficiale Fly Emirates.
| Manica sinistra · Maglietta · Maglietta · Manica destra · Pantaloncini · Calzettoni | Manica sinistra · Maglietta · Maglietta · Manica destra · Pantaloncini · Calzettoni |

## Orgranigramma societario
Area direttiva
- Presidente: Alain Cayzac, dal 23 aprile Simon Tahar

Area tecnica
- Allenatore: Paul Le Guen
- Allenatore in seconda: Yves Colleu
- Preparatore atletico: Stéphane Wiertelak
- Preparatore dei portieri: Christian Mas

Area sanitaria
- Medico sociale: Éric Rolland
- Massaggiatori: Joël Le Hir, Pascal Roche, Bruno Le Natur

## Rosa
| N. |                           | Ruolo | Calciatore              |
| -- | ------------------------- | ----- | ----------------------- |
| 1  | Francia (bandiera)        | P     | Mickaël Landreau        |
| 2  | Francia (bandiera)        | D     | Marcos Ceará            |
| 3  | Francia (bandiera)        | D     | Mamadou Sakho           |
| 5  | Francia (bandiera)        | D     | Bernard Mendy           |
| 6  | Colombia (bandiera)       | D     | Mario Yepes             |
| 7  | Francia (bandiera)        | A     | Péguy Luyindula         |
| 8  | Francia (bandiera)        | C     | Didier Digard           |
| 9  | Portogallo (bandiera)     | A     | Pauleta (capitano)      |
| 10 | Brasile (bandiera)        | C     | Willamis de Souza Silva |
| 11 | Costa d'Avorio (bandiera) | A     | Amara Diané             |
| 14 | Francia (bandiera)        | A     | David N'Gog             |
| 15 | Francia (bandiera)        | D     | Zoumana Camara          |
| 16 | Francia (bandiera)        | P     | Jérôme Alonzo           |

| N. |                         | Ruolo | Calciatore             |
| -- | ----------------------- | ----- | ---------------------- |
| 17 | RD del Congo (bandiera) | D     | Larrys Mabiala         |
| 18 | Francia (bandiera)      | A     | Loris Arnaud           |
| 19 | Brasile (bandiera)      | A     | Éverton Santos         |
| 20 | Francia (bandiera)      | C     | Clément Chantôme       |
| 21 | Francia (bandiera)      | A     | Yannick Boli           |
| 22 | Francia (bandiera)      | D     | Sylvain Armand         |
| 23 | Francia (bandiera)      | C     | Jérémy Clément         |
| 24 | Francia (bandiera)      | D     | Grégory Bourillon      |
| 25 | Francia (bandiera)      | C     | Jérôme Rothen          |
| 26 | Francia (bandiera)      | C     | Granddi Ngoyi          |
| 27 | Francia (bandiera)      | C     | Younousse Sankharé     |
| 30 | Armenia (bandiera)      | P     | Apoula Edima Bete Edel |

## Statistiche

### Andamento in campionato
| Giornata  | 1  | 2  | 3  | 4  | 5  | 6  | 7  | 8  | 9  | 10 | 11 | 12 | 13 | 14 | 15 | 16 | 17 | 18 | 19 | 20 | 21 | 22 | 23 | 24 | 25 | 26 | 27 | 28 | 29 | 30 | 31 | 32 | 33 | 34 | 35 | 36 | 37 | 38 |
| --------- | -- | -- | -- | -- | -- | -- | -- | -- | -- | -- | -- | -- | -- | -- | -- | -- | -- | -- | -- | -- | -- | -- | -- | -- | -- | -- | -- | -- | -- | -- | -- | -- | -- | -- | -- | -- | -- | -- |
| Luogo     | C  | T  | C  | T  | C  | T  | C  | T  | C  | C  | T  | C  | T  | C  | T  | C  | T  | C  | T  | C  | T  | C  | T  | C  | T  | C  | T  | T  | C  | T  | C  | T  | C  | T  | C  | T  | C  | T  |
| Risultato | N  | N  | P  | N  | N  | V  | N  | V  | P  | P  | N  | P  | V  | N  | P  | P  | V  | P  | V  | V  | P  | V  | N  | N  | P  | N  | P  | P  | N  | P  | V  | P  | P  | P  | V  | N  | N  | V  |
| Posizione | 11 | 12 | 17 | 15 | 15 | 13 | 13 | 11 | 13 | 14 | 14 | 16 | 15 | 14 | 18 | 18 | 17 | 18 | 17 | 12 | 15 | 13 | 13 | 13 | 16 | 16 | 17 | 17 | 17 | 18 | 17 | 18 | 18 | 18 | 18 | 18 | 16 | 16 |

Fonte:  Classements, su lfp.fr, lfp.fr.
Legenda:

Luogo: C = Casa; T = Trasferta. Risultato: V = Vittoria; N = Pareggio; P = Sconfitta.